# Planta Orano Malvési

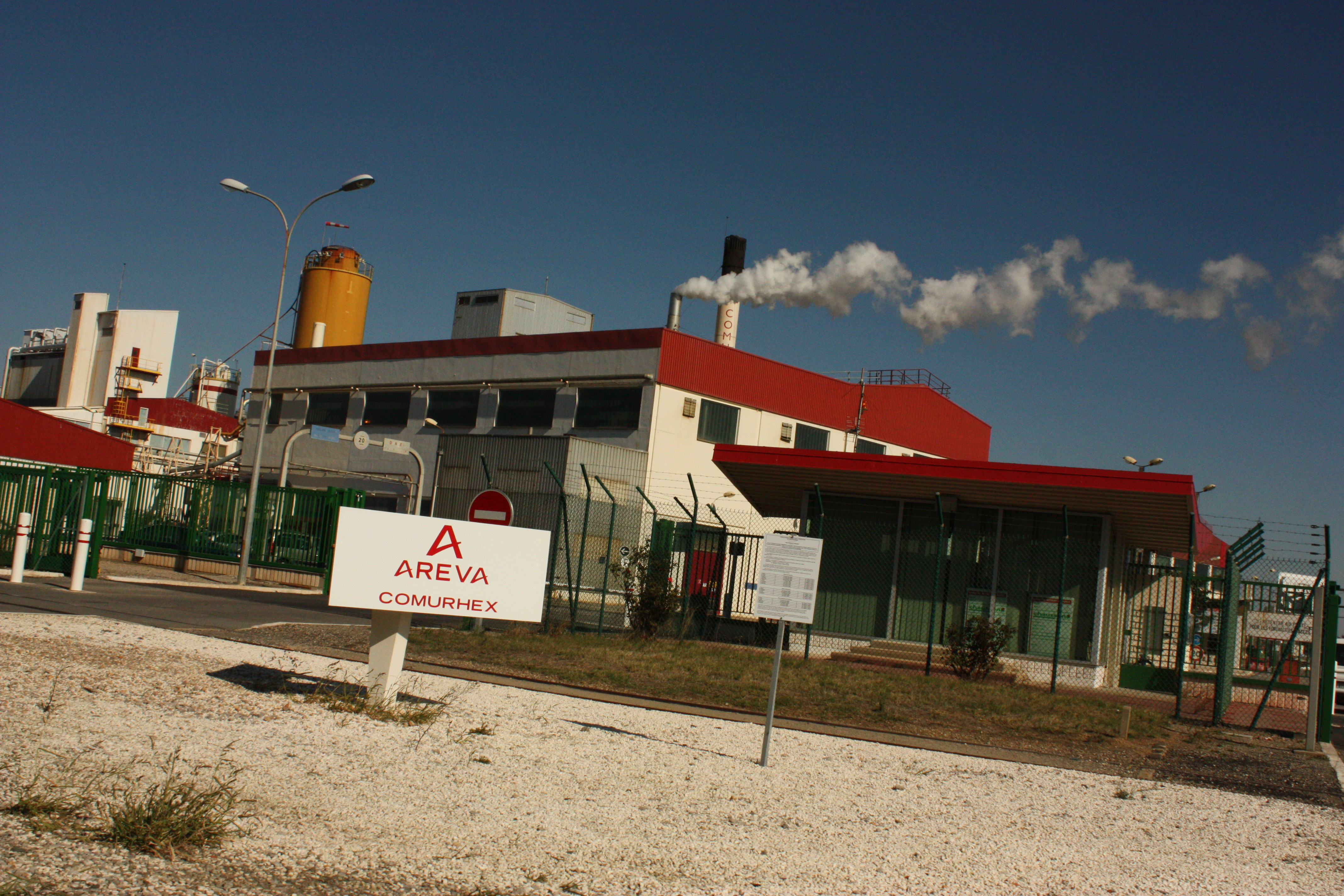

La planta Orano Malvési es una planta industrial de conversión de uranio propiedad de la empresa Comurhex, parte del grupo Orano (ex-Areva), situada en Narbona, en el sur de Francia. La planta posee una capacidad de unos 14 000 tU de tetrafluoruro de uranio por año, y existen planes para aumentar su producción a 21 000 tU por año.
Esta planta, especializada en la química del uranio, purifica los concentrados de los minerales de uranio para extraer los productos destinados a ser transformados en combustible nuclear. En enero del 2017, la planta empleaba unos 200 trabajadores.
La zona industrial de Malvezy posee una superficie de 200 hectáreas, aloja construcciones con una superficie cubierta de 31 000 m² y alberga la planta de Orano además de varias otras industrias medianas y pequeñas: Gérard Bertrand (vitivinicultura), Arterris (agricultura), Cegelec Nucléaire Sud-Est (Vinci Énergies), Camions du Midi (Camidi). Esta zona también abarca una central solar fotovoltaica, una docena de piletones de decantación, evaporación, de lagunaje de aguas residuales y de almacenamiento de más de 1 000 000 m³ de residuos radioactivos.
Desde un punto de vista operacional, Malvési se encuentra conectado con el sitio nuclear de Tricastin operado por Orano.

## Imágenes

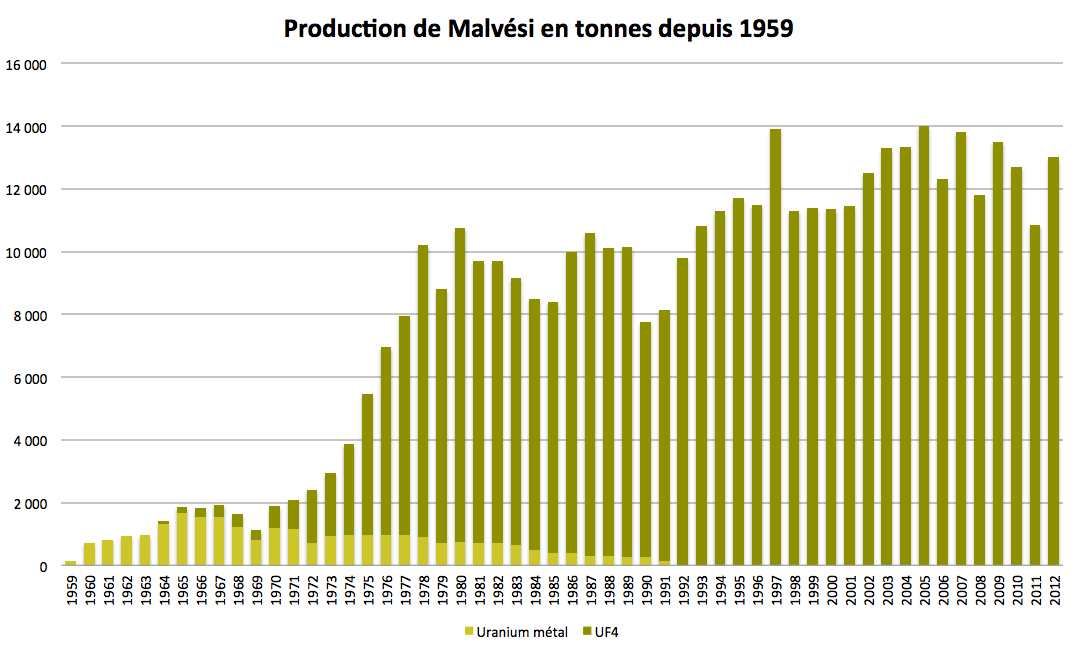
Producción de uranio (UF4) en Malvesi desde 1959
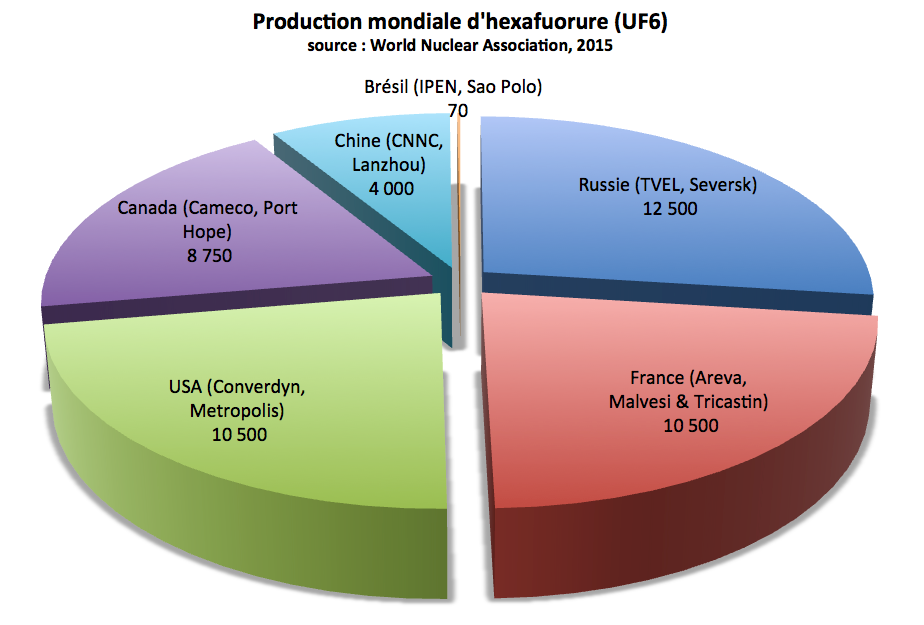
Producción mundial de UF6 en 2015
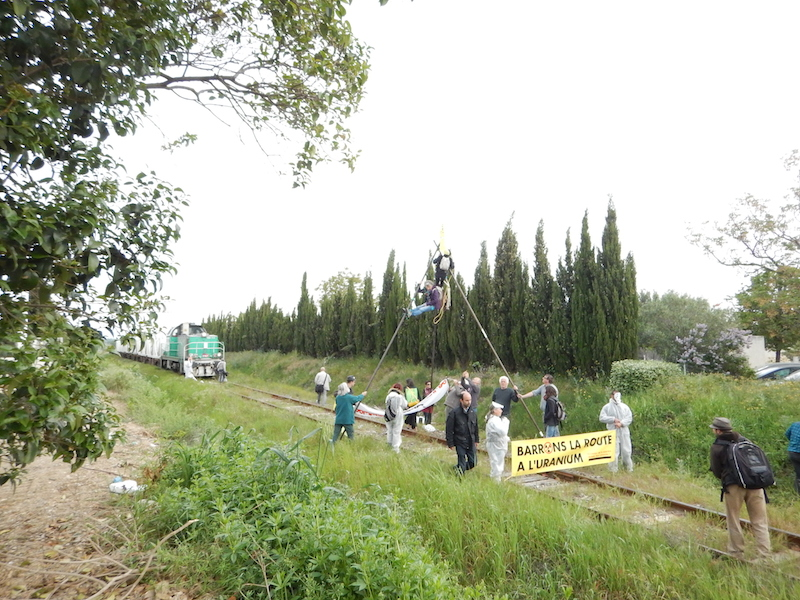
Bloqueo al tren que transportaba uranio en Narbona en abril de 2017
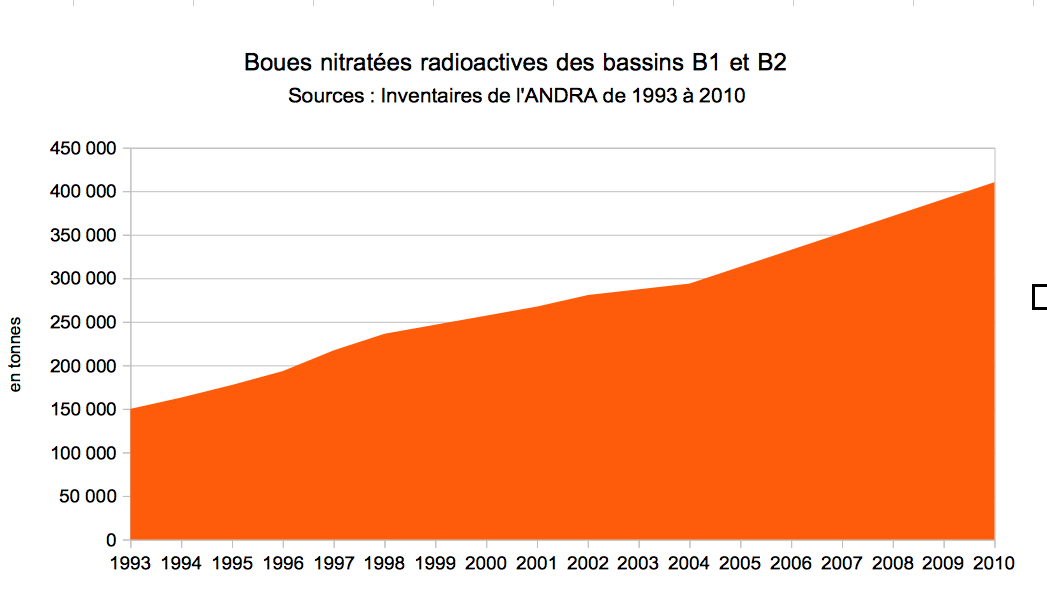
Volumen de residuos sólidos radioactivos producidos en Malvesi desde 1993 hasta 2010
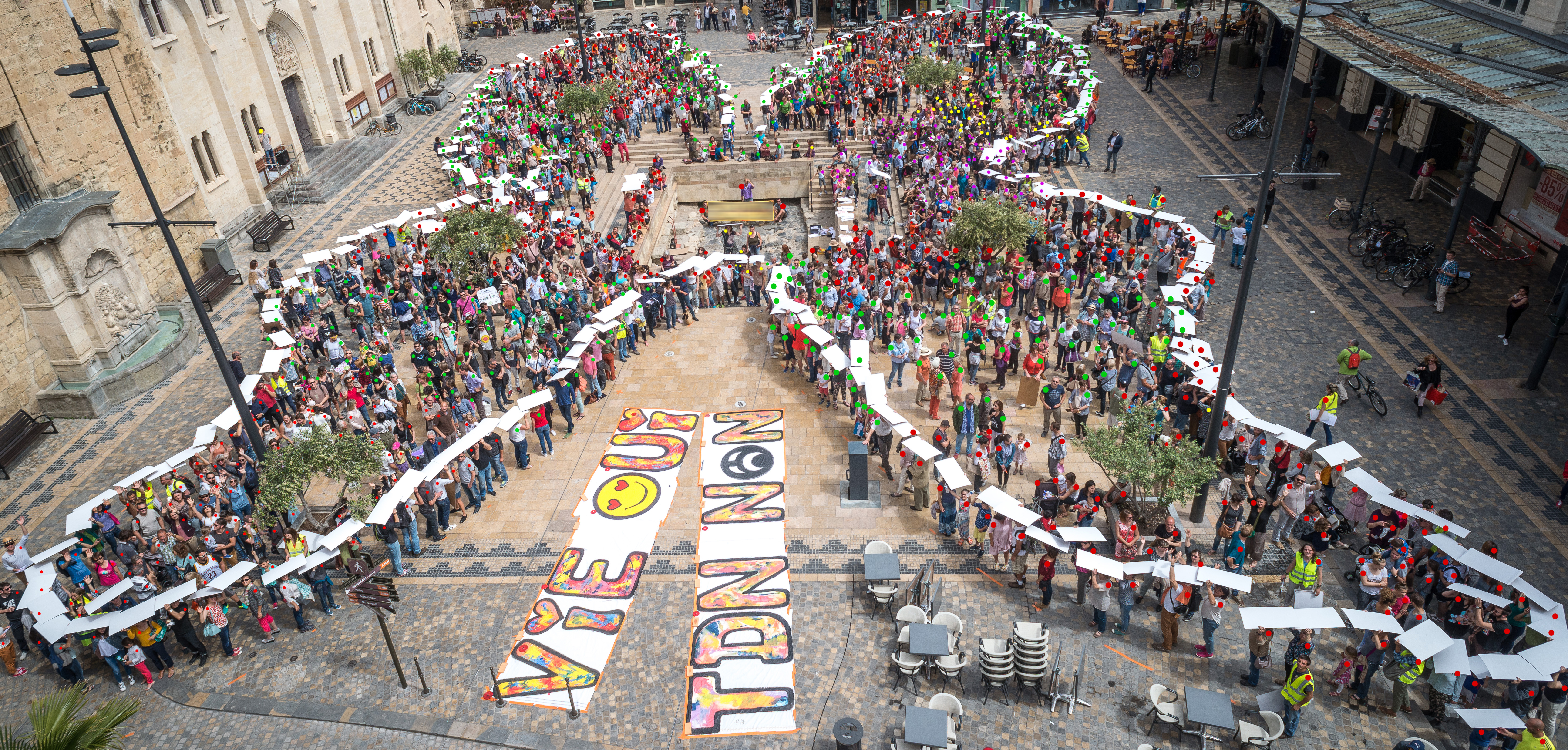
Demostración en el centro de la localidad de Narbona (mayo 2017) contra el proceso Thor de reducción orgánica térmica utilizado por Areva Malvesi